# Liga de Bélgica de waterpolo masculino
La Liga de Bélgica de waterpolo masculino es la competición más importante de waterpolo masculino entre clubes belgas. Fue creada en 1904.

## Historial
Estos son los ganadores de liga:
- 2011: Royal Dauphins Mouscronnois
- 2010: Royal Dauphins Mouscronnois
- 2009: KZ Kortrijk
- 2008: KZ Kortrijk
- 2007: KZ Kortrijk
- 2006: KZ Kortrijk
- 2005: Royal Brussels Poseidon
- 2004: KZ Kortrijk
- 2003: Royal Dauphins Mouscronnois
- 2002: Royal Dauphins Mouscronnois
- 2001: KZ Kortrijk
- 2000: Royal Dauphins Mouscronnois
- 1999: Royal Dauphins Mouscronnois
- 1998: Cercle Royal de Natation de Tournai
- 1997: Cercle Royal de Natation de Tournai
- 1996: KZ Kortrijk
- 1995: KZ Kortrijk
- 1994: KZ Kortrijk
- 1993: Cercle Royal de Natation de Tournai
- 1992: KZ Kortrijk
- 1991: Cercle Royal de Natation de Tournai
- 1990: Ghent SC
- 1989: Ghent SC
- 1988: Ghent SC
- 1987: Antwerpsche Zwemclub
- 1986: Antwerpsche Zwemclub
- 1985: Antwerpsche Zwemclub
- 1984: Ghent SC
- 1983: Ghent SC
- 1982: Antwerpsche Zwemclub
- 1981: Gentse ZV
- 1980: Gentse ZV
- 1979: Gentse ZV
- 1978: Gentse ZV
- 1977: SC Maccabi
- 1976: Antwerpsche Zwemclub
- 1975: Scaldis ZA
- 1974: Scaldis ZA
- 1973: Scaldis ZA
- 1972: Antwerpsche Zwemclub
- 1971: Antwerpsche Zwemclub
- 1970: Antwerpsche Zwemclub
- 1969: Cercle de Natation Bruxelles
- 1968: Gentse ZV
- 1967: Cercle de Natation Bruxelles
- 1966: Gentse ZV
- 1965: Cercle de Natation Bruxelles
- 1964: Gentse ZV
- 1963: Gentse ZV
- 1962: Antwerpsche Zwemclub
- 1961: Gentse ZV
- 1960: Antwerpsche Zwemclub
- 1959: Antwerpsche Zwemclub
- 1958: Gentse ZV
- 1957: Gentse ZV
- 1956: Antwerpsche Zwemclub
- 1955: Antwerpsche Zwemclub
- 1954: Gentse ZV
- 1953: Gentse ZV
- 1952: Antwerpsche Zwemclub
- 1951: Antwerpsche Zwemclub
- 1950: Antwerpsche Zwemclub
- 1949: Cercle de Natation Bruxelles
- 1948: Cercle de Natation Bruxelles
- 1947: Cercle de Natation Bruxelles
- 1946: Cercle de Natation Bruxelles
- 1943: Cercle de Natation Bruxelles
- 1942: Cercle de Natation Bruxelles
- 1941: Cercle de Natation Bruxelles
- 1940: Cercle de Natation Bruxelles
- 1939: Cercle de Natation Bruxelles
- 1938: Cercle de Natation Bruxelles
- 1937: Cercle de Natation Bruxelles
- 1936: Cercle de Natation Bruxelles
- 1935: Cercle de Natation Bruxelles
- 1934: Antwerpsche Zwemclub
- 1933: Cercle de Natation Bruxelles
- 1932: Antwerpsche Zwemclub
- 1931: Brussels SC
- 1930: Antwerpsche Zwemclub
- 1929: Brussels SC
- 1928: Antwerpsche Zwemclub
- 1927: Cercle de Natation Bruxelles
- 1926: Antwerpsche Zwemclub
- 1925: Antwerpsche Zwemclub
- 1924: Antwerpsche Zwemclub
- 1923: Cercle de Natation Bruxelles
- 1922: Cercle de Natation Bruxelles
- 1921: Cercle de Natation Bruxelles
- 1920: Cercle de Natation Bruxelles
- 1919: Cercle de Natation Bruxelles
- 1914: Cercle de Natation Bruxelles
- 1913: Cercle de Natation Bruxelles
- 1912: Brussels SC
- 1911: Brussels SC
- 1910: Brussels SC
- 1909: Cercle de Natation Bruxelles
- 1908: Brussels SC
- 1907: Brussels SC
- 1906: Brussels SC
- 1905: Brussels SC
- 1904: Brussels SC